# Heike Trappe
Heike Trappe (* 22. November 1966 in Berlin) ist eine deutsche Soziologin.
Trappe studierte von 1985 bis 1990 Soziologie an der Humboldt-Universität Berlin (Titel der Diplom-Arbeit: Soziale Besonderheiten der Intelligenz in ihrem Einfluss auf das reproduktive Verhalten dieser sozialen Schicht). 1994 promovierte sie an der Freien Universität Berlin (Titel der Dissertationsschrift: Selbständigkeit – Pragmatismus – Unterordnung. Frauen in der DDR zwischen Beruf, Familie und Sozialpolitik). Anschließend war sie im Rahmen eines Forschungsstipendiums als Postdoktorandin am Carolina Population Center der Universität von North Carolina in Chapel Hill, USA. 2003 folgte ein Forschungsstipendium am Radcliffe Institute for Advanced Study der Harvard University in Cambridge (Massachusetts). Trappe habilitierte sich 2006 an der Freien Universität Berlin (Titel der Habilitationsschrift: Auf den Kontext kommt es an: Geschlechterungleichheit im Erwerbssystem – Ein deutsch-/deutscher Vergleich vor und nach der Wiedervereinigung). Seit 2007 ist sie Professorin für Soziologie mit dem Schwerpunkt Familiendemographie an der Universität Rostock.
Ihre Forschungsschwerpunkte sind: Soziale Ungleichheit und Geschlecht, Lebensverlaufs-, Familien- und Arbeitsmarktforschung, vergleichende Untersuchungen zu Geschlecht, Wohlfahrtsstaat und Arbeitswelt.

## Schriften (Auswahl)

### Herausgeberschaft und Ko-Autorin
- als Herausgeberin mit Hella Ehlers, Heike Kahlert, Gabriele Linke, Dorit Raffel und Beate Rudlof: Geschlechterdifferenz – und kein Ende? Sozial- und geisteswissenschaftliche Beiträge zur Genderforschung (= Gender-Diskussion. 8). Lit, Berlin u. a. 2009, ISBN 978-3-8258-1647-6.